# Dückstein Zoltán
Dückstein Zoltán (Budapest, 1894. június 6. – Tel-Aviv, 1962. november 12.) testnevelőtanár, tornász, sportvezető.

## Élete
1912-ben a budapesti Izraelita Gimnáziumban érettségizett és testnevelőtanári oklevelet szerzett. 1913-1914 és 1922-1944 között a gimnáziumban tanított. 1914-től a budapesti Magyar Testgyakorlók Köre sportolója volt. A két MTK-s olimpikon Gellért Imre és Szalai József mellett az MTK harmadik legjobb tornászának számított.
Az első világháborúban zászlósként géppuskás szakaszt vezetett, majd hadnagyként szolgált, s 1916-ban hadifogságba esett. 1920-ban Zsoldos Andorral együtt újjászervezte az első magyarországi zsidó sportegyesületet, a Vívó és Atlétikai Clubot. 1922-ben az ő irányításával mutatta be a VAC női csapata a kézilabdajáték egyik változatát, amit tenyérlabdának neveztek. 1922-ben a VAC első magyar kézilabda bajnokcsapatának tagja, 1923-tól a VAC művezetője és torna versenybíró. 1928-ban, 1932-ben és 1936-ban a magyar olimpiai tornászcsapat hivatalos vezetője és versenybírója, 1930-ban és 1934-ben a torna világbajnokságokon a magyar válogatott hivatalos vezetője, tolmácsa és versenybírója, majd 1944-ig a VAC kézilabda, kosárlabda és torna vezető edzője és sportigazgatója volt. 1941-ben a zsidótörvények miatt kizárták a VAC szakosztályait a magyar bajnokságokból.
1945 februárjában a Kosárlabda Szövetség vezetésére kérték fel. 1945-1948 között a Magyar Testnevelési Főiskola tanára, s az első magyar nyelvű kézilabda szakkönyv szerzője volt. 1948-ban a magyar olimpiai tornászcsapat vezetője volt. A férfiak összetettben a harmadik, a női csapat a második helyen végzett. 1951-ben feleségével, Balázs Idával kivándoroltak Izraelbe, majd Tel-Avivban tornaiskolát vezettek.
Tanítványa volt többek között Keleti Ágnes olimpiai bajnok tornász.
1928-tól az Egyenlőség és az Esti Kurír lapok munkatársa volt, majd a Mai Nemzedék rovatvezetője lett.

## Művei
- 1935 Művészi és versenytorna a magyar ifjúság testnevelésének előmozdítására. Budapest
- 1947 Kézilabda. Budapest

1. ↑  Makkay Pál: Négyes honvédek fegyverben. Békéscsaba, 160, 181.